# Lepanthes sororcula
Lepanthes sororcula är en orkidéart som beskrevs av Carlyle August Luer och Alexander Charles Hirtz. Lepanthes sororcula ingår i släktet Lepanthes och familjen orkidéer. Inga underarter finns listade i Catalogue of Life.